# Göran Lindblad
Lars Göran Axel Lindblad (nacido el 12 de enero de 1950 en Gotemburgo) es un político sueco miembro del Partido Moderado. Fue diputado del parlamento sueco de 1997 a 2010, representando a la circunscripción de Gotemburgo. Fue suplente de 1993 a 1997 y de nuevo desde 2010. Lindblad ha presidido la delegación sueca en la Asamblea Parlamentaria del Consejo de Europa y fue vicepresidente de dicha asamblea y del Comité de Asuntos Políticos. Fue diputado de la Asamblea Parlamentaria de 2004 a 2010. En octubre de 2011, fue elegido presidente de la Plataforma de la Memoria y de la Conciencia Europeas.
Göran Lindblad ha sido defensor de unas políticas migratorias y de asilo más humanas, y está involucrado de forma voluntaria en mejorar las condiciones de los refugiados. 
Lindblad es conocido en el extranjero por su trabajo de promoción de la democracia y los derechos humanos. Ha sido relator para los crímenes de los regímenes totalitarios comunistas en el Consejo de Europa. Como tal, redactó y defendió el borrador de la resolución Sobre la necesidad de una condena internacional de los crímenes de los regímenes comunistas totalitarios, que derivó en la Resolución 1481 del Consejo de Europa. Fue la primera vez que el comunismo fue condenado por un órgano parlamentario internacional. Linblad declaró: "Al criarme en Suecia, tan cerca del malvado imperio soviético, siempre he estado en contra del comunismo".
De profesión, Lindblad es odontólogo, titulado por la Universidad de Gotemburgo en 1977. Fue vicepresidente del Sindicato Nacional de Estudiantes desde 1976 hasta 1977. Está casado y es padre de cuatro hijos.
Fue uno de los primeros firmantes de la Declaración de Praga sobre Conciencia Europea y Comunismo.